# Flugunfall einer Douglas DC-8 der Air Canada bei Ottawa
Der Flugunfall einer Douglas DC-8 der Air Canada bei Ottawa ereignete sich am 19. Mai 1967. An diesem Tag kam es bei dem Trainingsflug einer Douglas DC-8F-54 „Jet Trader“ der Air Canada (CF-TJM) vom Flughafen Montreal-Dorval zum Flughafen Ottawa zu einem Kontrollverlust, woraufhin die Maschine in Rückenlage abstürzte. Bei dem Unfall wurden alle drei an Bord befindlichen Besatzungsmitglieder getötet.

## Maschine
Bei der verunglückten Maschine handelte es sich um ein kombiniertes Passagier- und Frachtflugzeug vom Typ Douglas DC-8F-54 „Jet Trader“, das im Douglas-Werk in Long Beach, Kalifornien montiert wurde und dessen Roll-out am 14. Dezember 1962 erfolgte. Das Flugzeug trug die Werksnummer 45653, es handelte sich um die 178. Douglas DC-8 aus laufender Produktion. Die DC-8 wurde mit dem Testkennzeichen N9612Z zugelassen. Die Maschine wurde durch die Trans-Canada Air Lines bestellt. Sie wurde am 30. Januar 1963 mit dem Luftfahrzeugkennzeichen CF-TJM ausgeliefert. Die Maschine erhielt die Flottennummer 813. Am 6. November 1963 war sie am Flughafen London-Heathrow bereits ein erstes Mal in einen schweren Flugunfall verwickelt. Auf dem Trans-Canada-Air-Lines-Flug 861 überschoss die mit 97 Insassen besetzte Maschine nach einem Startabbruch das Startbahnende, wobei sie im vorderen und unteren Rumpfbereich stark beschädigt wurde und mehrere Triebwerke abgerissen wurden. Nach mehrmonatiger Reparatur wurde die Maschine im Jahr 1964 wieder in Betrieb genommen. Mit der Umfirmierung der Fluggesellschaft in Air Canada ging sie am 1. Juni 1964 in die Flotte dieser Fluggesellschaft über. Das vierstrahlige Langstrecken-Schmalrumpfflugzeug war mit vier Triebwerken des Typs Pratt & Whitney JT3D-3B ausgestattet. Bis zum Zeitpunkt des Unfalls hatte es 9.670 Betriebsstunden absolviert.

## Insassen
An Bord der Maschine, mit der an diesem Tag ein Ausbildungsflug durchgeführt wurde, befand sich lediglich eine dreiköpfige Besatzung, bestehend aus einem Prüfkapitän und zwei Piloten in Ausbildung:
- Der Flugkapitän war auch zum Prüfkapitän zertifiziert und hatte, im rechten Pilotensitz sitzend, zum Unfallzeitpunkt die Funktion des Pilot flying inne. Er verfügte über 19.400 Stunden Flugerfahrung, von denen er 3.700 Stunden im Cockpit der Douglas DC-8 absolviert hatte.
- Im linken Pilotensitz saß ein Pilot, der zwar bereits über 20.478 Stunden Flugerfahrung verfügte, von diesen jedoch nur acht Stunden mit der Douglas DC-8 absolviert hatte. Darüber hinaus hatte er 28 Stunden im Flugsimulator der DC-8 verbracht.
- Der dritte Pilot war mit 18.795 Flugstunden ebenfalls sehr flugerfahren, verfügte aber ebenso wie sein Kollege nur über acht Stunden Flugerfahrung mit der DC-8 sowie 28 Stunden im Flugsimulator. Er saß im Sitz für den Zweiten Offizier, der sich hinter dem rechten Pilotensitz befand.

## Unfallhergang
Mit der Maschine wurde an dem Tag ein Umschulungsflug geflogen, wobei die DC-8 von Montréal nach Ottawa geflogen werden sollte. Die Maschine startete um 18:02 Uhr zu einem Instrumentenflug, der beim Erreichen der Gegend um Ottawa als Sichtflug fortgesetzt wurde. Nach einem simulierten Hydraulikausfall wurde um 18:25 Uhr ein Touch-and-Go-Manöver auf Landebahn 32 durchgeführt. Aus den später ausgewerteten Flugdatenschreiberaufzeichnungen ging hervor, dass das Manöver mit den Querrudern im manuellen Modus geflogen wurde. Die Auftriebshilfen wurden vor dem Hochziehen der Maschine auf 25 Grad eingestellt. Nachdem die Maschine wieder abgehoben hatte und eine Kurve auf einen Kurs von 260 Grad flog, wurden die Querruder in den hydraulisch unterstützten Modus zurückversetzt. Nach ungefähr zwei Minuten im Gegenwindanflug wurde das Triebwerk Nr. 4 in den Leerlauf gefahren und für ungefähr zwei Minuten und 15 Sekunden in dieser Position belassen.
Während dieses Zeitraums wurde ein linksseitiger Rollwinkel von durchschnittlich etwa 3 Grad beibehalten, bis zu einem Zeitpunkt etwa in der Mitte dieses Zeitabschnitts, als sich das Flugzeug langsam um 18 Grad nach links neigte, gefolgt von einer abrupten rechtswärtigen Rollbewegung auf 10 Grad. Die Länge des Gegenwindabschnitts stimmte mit einer geplanten asymmetrischen Landung mit zwei Triebwerken überein. Triebwerk Nr. 4 wurde wieder hochgefahren, kurz bevor eine Linkskurve für den Queranflug eingeleitet wurde. Während dieser Kurve wurde das Triebwerk Nr. 4 erneut herunter- und dann wieder auf Normalleistung hochgefahren. Das Triebwerk Nr. 1 wurde dann für etwa 20 Sekunden herunter- und dann wieder auf Normalleistung hochgefahren. Die Landeklappen blieben bei der Einstellung von 25 Grad. Während er sich dem Endanflug zuwandte, teilte der verantwortliche Pilot dem Turm mit, dass er noch nicht entschieden habe, ob er eine Landung durchführen werde.
Als die Maschine in einer Entfernung von ungefähr 8,5 Meilen von der Landebahnschwelle und ungefähr 200 Sekunden vor dem Aufprall das Leuchtfeuer UP überflog, wurde das Seitenruder in den manuellen Modus gebracht und die Leistung aller vier Triebwerke zurückgefahren. Das Triebwerk Nr. 4 wurde dann in die Leerlaufposition gebracht und die anderen drei Triebwerke in die Anflugschubstellung. Ungefähr 171 Sekunden vor dem Aufprall teilte der verantwortliche Pilot dem Kontrollturm mit, dass er das Flugzeug landen werde. Das Fahrwerk wurde 155 Sekunden vor dem Aufprall ausgefahren und 120 Sekunden vor dem Aufprall wurde das Triebwerk Nr. 3 in den Leerlauf gefahren, gleichzeitig wurde die Leistung der Triebwerke Nr. 1 und 2 erhöht. Zu diesem Zeitpunkt befand sich das Flugzeug in einer Höhe von 1.150 Fuß über dem Boden und die angezeigte Fluggeschwindigkeit war mit 165 Knoten (ca. 306 km/h) relativ konstant. Zwischen 109 und 92 Sekunden vor dem Aufprall wurde eine 34-Grad-Rechtskurve auf einen Kurs von 337 Grad geflogen. Die Triebwerksleistung wurde wieder zurückgenommen, ein Rollwinkel eingenommen und die Maschine kehrte ungefähr auf die Anfluggrundlinie zurück. Etwa 69 Sekunden vor dem Aufprall wurden die Auftriebshilfen auf 35 Grad ausgefahren, 54 Sekunden vor dem Aufprall wurde das Seitenruder für weniger als 6 Sekunden in den Hydraulikmodus gebracht und anschließend wieder in den manuellen Modus zurückversetzt. Während des Zeitraums von 69 bis 25 Sekunden vor dem Aufprall war die Sinkgeschwindigkeit mit etwa 700 Fuß pro Minute relativ konstant, wobei die Maschine bei dieser Sinkgeschwindigkeit dazu tendierte, vor der Landebahn auf dem Boden aufzukommen und die Fluggeschwindigkeit von 163 auf 152 kt abnahm. Die Leistung der Triebwerke Nr. 1 und 2 wurde schrittweise ab 25 Sekunden vor dem Aufprall erhöht, bis acht Sekunden vor dem Aufprall die nahezu maximale Leistung erreicht war, woraufhin die Triebwerke wieder in den Leerlauf gefahren wurden. 19 Sekunden vor dem Aufprall begann die Maschine nach rechts zu gieren, sieben Sekunden später wurde Schub auf die Triebwerke 3 und 4 gegeben. Neun Sekunden vor dem Aufprall und in einer Flughöhe von etwa 200 Fuß über dem Boden ließ sich die Fluglage mit linksseitigem Rollwinkel nicht mehr länger halten. Die Maschine rollte nach rechts. Roll- und Gierwinkel erhöhten sich beträchtlich. Das weitere Rollen der Maschine nach rechts setzte sich fort, bis diese 1.995 Fuß vor der Landebahn 32 sowie 575 Fuß nordöstlich von der Anfluggrundlinie in Rückenlage und mit nach unten ausgerichteter Flugzeugnase auf dem Boden aufschlug. Der Unfall ereignete sich um 18:37 Uhr. Die Maschine wurde zerstört und alle drei Besatzungsmitglieder kamen ums Leben.

## Ursachen
Die kanadische Aircraft Accident Investigation Branch untersuchte den Zwischenfall. Die Ermittler kamen zu dem Ergebnis, dass der Unfall dem Versäumnis des verantwortlichen Kapitäns geschuldet war, ein Trainingsmanöver unter gegebenen Bedingungen abzubrechen, welche ein Wiedererlangen der Kontrolle über die Maschine ausschlossen. Darüber hinaus wurden folgende Befunde vermerkt:
- Die Entscheidung, einen asymmetrischen Anflug mit dem Seitenruder im manuellen Modus durchzuführen, war unangemessen.
- Die der Besatzung im Betriebshandbuch zur Verfügung stehenden Informationen zu den Betriebsverfahren beim Flug einer Douglas DC-8 mit nur zwei Triebwerken waren unzureichend.
- Unter den gegebenen Bedingungen war die Maschine geneigt, vor der Landebahn aufzusetzen.
- Die Kontrolle ging verloren, als die Leistung der linken Triebwerke erst zu einem späten Zeitpunkt im Anflug erhöht wurde und das bei einer Fluggeschwindigkeit, die für eine effektive Kontrolle des Seitenruders zu niedrig war.
- Das fehlerhafte Rückschlagventil wurde während des Fluges mindestens 54 Sekunden vor dem Aufprall geschlossen.